# یواس‌اس کادموس (ای‌آر-۱۴)
یواس‌اس کادموس (ای‌آر-۱۴) (به انگلیسی: USS Cadmus (AR-14)) یک کشتی بود که طول آن ۴۹۲ فوت (۱۵۰ متر) بود. این کشتی در سال ۱۹۴۵ ساخته شد.